# 尾叶刺桑
尾叶刺桑（学名：Streblus zeylanicus）为桑科鹊肾树属下的一个种。其种加词“zeylanicus”意为“锡兰（现为斯里兰卡）的”。
现接受名为尾叶刺桑（Taxotrophis zeylanica (Thwaites) Thwaites)。